# Rudolf Krause (Rennfahrer)
Rudolf Karl Krause (* 30. März 1907 in Oberreichenbach; † 11. April 1987 Reichenbach im Vogtland) war ein deutscher Motorrad- und Automobilrennfahrer.
Er startete auf Motorrädern der Marken DKW und BMW und Rennwagen in der Formel 2.

## Karriere
Krause gehörte nach dem Zweiten Weltkrieg zu den ersten Piloten, die in der DDR mit dem Motorsport begannen. Die Rennen wurden oft auf öffentlichen Straßen durchgeführt und Krause gehörte in den Jahren 1950 bis 1954 neben Edgar Barth, Arthur Rosenhammer, Paul Greifzu und Hans Stuck zu den Spitzenfahrern der Formel 2.
1952 und 1953 nahm Rudolf Krause als Privatfahrer am Großen Preis von Deutschland auf dem Nürburgring teil, der in diesen beiden Jahren nach dem Formel-2-Reglement ausgetragen wurde. 1952 fiel er aus, und 1953 belegte er den 14. Platz.

## Statistik

### Rennerfolge von 1927 bis 1954
- 1. Plätze: 77
- 2. Plätze: 32
- 3. Plätze: 26
- 4. Plätze: 11
- 5. Plätze: 7
- Tagesbestzeiten: 22
- Streckenrekorde: 25
- Rundenrekorde: 55

### Statistik in der Automobil-Weltmeisterschaft

#### Gesamtübersicht
| Saison | Team          | Chassis     | Motor      | Rennen | Siege | Zweiter | Dritter | Poles | schn. Rennrunden | Punkte | WM-Pos. |
| ------ | ------------- | ----------- | ---------- | ------ | ----- | ------- | ------- | ----- | ---------------- | ------ | ------- |
| 1952   | Rudolf Krause | Reif-BMW    | BMW 2.0 L6 | 1      | −     | −       | −       | −     | −                | −      | NC      |
| 1953   | Dora Greifzu  | Greifzu-BMW | BMW 2.0 L6 | 1      | −     | −       | −       | −     | −                | −      | NC      |
| Gesamt | Gesamt        | Gesamt      | Gesamt     | 2      | −     | −       | −       | −     | −                | −      |         |

#### Einzelergebnisse
| Saison | 1 | 2 | 3 | 4 | 5   | 6  | 7 | 8 | 9 |
| ------ | - | - | - | - | --- | -- | - | - | - |
| 1952   |   |   |   |   |     |    |   |   |   |
|        |   |   |   |   | DNF |    |   |   |   |
| 1953   |   |   |   |   |     |    |   |   |   |
|        |   |   |   |   |     | 14 |   |   |   |

| Legende  | Legende            | Legende                                                          |
| Farbe    | Abkürzung          | Bedeutung                                                        |
| -------- | ------------------ | ---------------------------------------------------------------- |
| Gold     | –                  | Sieg                                                             |
| Silber   | –                  | 2. Platz                                                         |
| Bronze   | –                  | 3. Platz                                                         |
| Grün     | –                  | Platzierung in den Punkten                                       |
| Blau     | –                  | Klassifiziert außerhalb der Punkteränge                          |
| Violett  | DNF                | Rennen nicht beendet (did not finish)                            |
| Violett  | NC                 | nicht klassifiziert (not classified)                             |
| Rot      | DNQ                | nicht qualifiziert (did not qualify)                             |
| Rot      | DNPQ               | in Vorqualifikation gescheitert (did not pre-qualify)            |
| Schwarz  | DSQ                | disqualifiziert (disqualified)                                   |
| Weiß     | DNS                | nicht am Start (did not start)                                   |
| Weiß     | WD                 | zurückgezogen (withdrawn)                                        |
| Hellblau | PO                 | nur am Training teilgenommen (practiced only)                    |
| Hellblau | TD                 | Freitags-Testfahrer (test driver)                                |
| ohne     | DNP                | nicht am Training teilgenommen (did not practice)                |
| ohne     | INJ                | verletzt oder krank (injured)                                    |
| ohne     | EX                 | ausgeschlossen (excluded)                                        |
| ohne     | DNA                | nicht erschienen (did not arrive)                                |
| ohne     | C                  | Rennen abgesagt (cancelled)                                      |
| ohne     | keine WM-Teilnahme |                                                                  |
| sonstige | P/fett             | Pole-Position                                                    |
| sonstige | 1/2/3/4/5/6/7/8    | Punktplatzierung im Sprint-/Qualifikationsrennen                 |
| sonstige | SR/kursiv          | Schnellste Rennrunde                                             |
| sonstige | *                  | nicht im Ziel, aufgrund der zurückgelegten Distanz aber gewertet |
| sonstige | ()                 | Streichresultate                                                 |
| sonstige | unterstrichen      | Führender in der Gesamtwertung                                   |